# Kościół Matki Bożej Częstochowskiej w Starachowicach
Kościół Matki Bożej Częstochowskiej w Starachowicach – rzymskokatolicki kościół parafialny należący do parafii pod tym samym wezwaniem (dekanat Starachowice-Północ diecezji radomskiej).
Budowa świątyni została rozpoczęta w 1985 roku. Prace te były kontynuowane z pomocą parafian przez księdza Jana Borończyka. Kościół został wzniesiony według projektu architektonicznego księdza Jana Borończyka i konstruktora Romana Muchy. Świątynia to budowla orientowana, wybudowana z czerwonej cegły i czerwonego kamienia. Obecnie są prowadzone dalsze prace upiększające wnętrze kościoła.